# Hoisington
Hoisington är en ort i Barton County i Kansas. Orten fick sitt namn efter järnvägsentreprenören Andrew J. Hoisington. Vid 2010 års folkräkning hade Hoisington 2 706 invånare.